# Bloody Buccaneers
Bloody Buccaneers is een muziekalbum van Golden Earring uit mei 1991.
Na de door elektronica gedomineerde jaren tachtig, keert Golden Earring op Bloody Buccaneers terug naar het stevige gitaargeluid. Alleen al omwille van deze mutatie werd Bloody Buccaneers door de pers positiever onthaald dan zijn voorgangers. Ook de top 3-hit Going to the Run stuwde de plaat alras naar de gouden status. De hoes verwijst naar het piratenthema. Het nummer One Shot Away from Paradise is geschreven door Rinus Gerritsen, de rest is van het vaste schrijversduo George Kooymans en Barry Hay.
In 2001 werd de gelijknamige Golden Earring-tributeband 'Bloody Buccaneers' opgericht. Het viertal speelde tussen 2002 en 2013 ruim 150 concerten in Nederland, Duitsland en België. Met hits als Twilight Zone, When the Lady Smiles, Radar Love e.v.a. eert de band zijn helden.

## Nummers
1. Making Love to Yourself (4.52)
2. Temporary Madness (3.33)
3. Going to the Run (3.53)
4. Joe (4.37)
5. Planet Blue (4.22)
6. Bloody Buccaneers (4.49)
7. One Shot Away from Paradise (3.45)
8. When Love Turns to Pain (4.47)
9. In a Bad Mood (5.23)
10. Pourin' My Heart Out Again (4.00)

Discografie